# Трагедія села Гончий Брід
Трагедія села Гончий Брід — масове вбивство понад 60 мирних українців села Гончий Брід, скоєне в січні 1944 року польським загоном Армії Крайової. Поляки пограбували село, знищивши до 40 садиб.

## Історія
Станом на 5 жовтня 1940 року в селі Гончий Брід, яке тоді належало до Голобського району, налічувалося 140 дворів і проживало 759 душ. У часи Другої світової війни поблизу цього села (в урочищі Засмики) була база польської Армії Крайової, звідки вона вчиняла рейди на українські села. Напади поляків на село Гончий Брід почалися у листопаді 1943 р. і повторювалися у січні та березні 1944 р. За свідченнями очевидців, усього у селі Гончий Брід від рук поляків загинуло 73 українці.
| Текст вилучений зі статті через підозру в порушенні авторських прав |
| --- |
| Текст, що раніше перебував на цій сторінці, запідозрено в порушенні авторських прав на текст із таких джерел: https://www.volyn.com.ua/news/3429-tragediya-gonchogo-brodu.html Дата, коли було знайдено порушення: 3 березня 2024. Тому, хто повісив цей шаблон: На сторінку обговорення користувача, який розмістив цю статтю, варто додати повідомлення {{subst:nothanks cv\|Трагедія села Гончий Брід\|url=https://www.volyn.com.ua/news/3429-tragediya-gonchogo-brodu.html}} --~~~~. |
| До уваги користувача, який розмістив цю статтю Не редагуйте статтю зараз, навіть якщо ви збираєтеся її переписати. Дотримуйтесь вказівок нижче. - Якщо власник авторських прав на зазначений вище матеріал дозволяє використовувати його на умовах GNU FDL без незмінюваних секцій та Creative Commons із зазначенням автора / розповсюдження на тих самих умовах, будь ласка, сповістіть про це на сторінці обговорення цієї статті. - Якщо правовласником є ви, додайте на зазначеному вище ресурсі примітку: «Матеріали дозволено використовувати на умовах GNU FDL без незмінюваних секцій та Creative Commons із зазначенням автора / розповсюдження на тих самих умовах». - Якщо дозволу на використання цього матеріалу немає, будь ласка, зробіть одне з двох: 1. Напишіть хоча б гарний накид статті на цій підсторінці. Зверніть увагу: не треба копіювати текст, що порушує авторські права, на зазначену підсторінку й редагувати його. Якщо ви взялися за написання нової статті, не забудьте сповістити про це на сторінці обговорення. 2. Залиште все як є, і тоді статтю буде вилучено. У випадку, якщо новий текст написано не буде, цю статтю буде вилучено через тиждень після появи цього попередження (детальніше див. документацію шаблону). Вихідний текст цієї статті з можливим порушенням копірайту можна знайти в історії змін. Зверніть увагу, що розміщення у Вікіпедії матеріалів, автор яких не надав явного дозволу на їхнє використання відповідно до ліцензії GNU FDL без незмінюваних секцій та Creative Commons із зазначенням автора / розповсюдження на тих самих умовах, може бути порушенням законів про авторське право. Користувачів, які додають до Вікіпедії такі матеріали, може бути тимчасово позбавлено права редагувати статті. Попри все, ми завжди раді вашим оригінальним статтям. Дякуємо. Цю сторінку внесено до категорії Вікіпедія:Можливе порушення авторських прав. |

Поляки пограбували село, знищили до 40 садиб і розстріляли понад 60 мирних українців.